# Jimmy Turgis
Pour les articles homonymes, voir Turgis.
Jimmy Turgis, né le 10 août 1991 à Bourg-la-Reine dans les Hauts-de-Seine est un coureur cycliste français, professionnel entre 2014 et 2020.

## Biographie

### Débuts cyclistes et carrière chez les amateurs

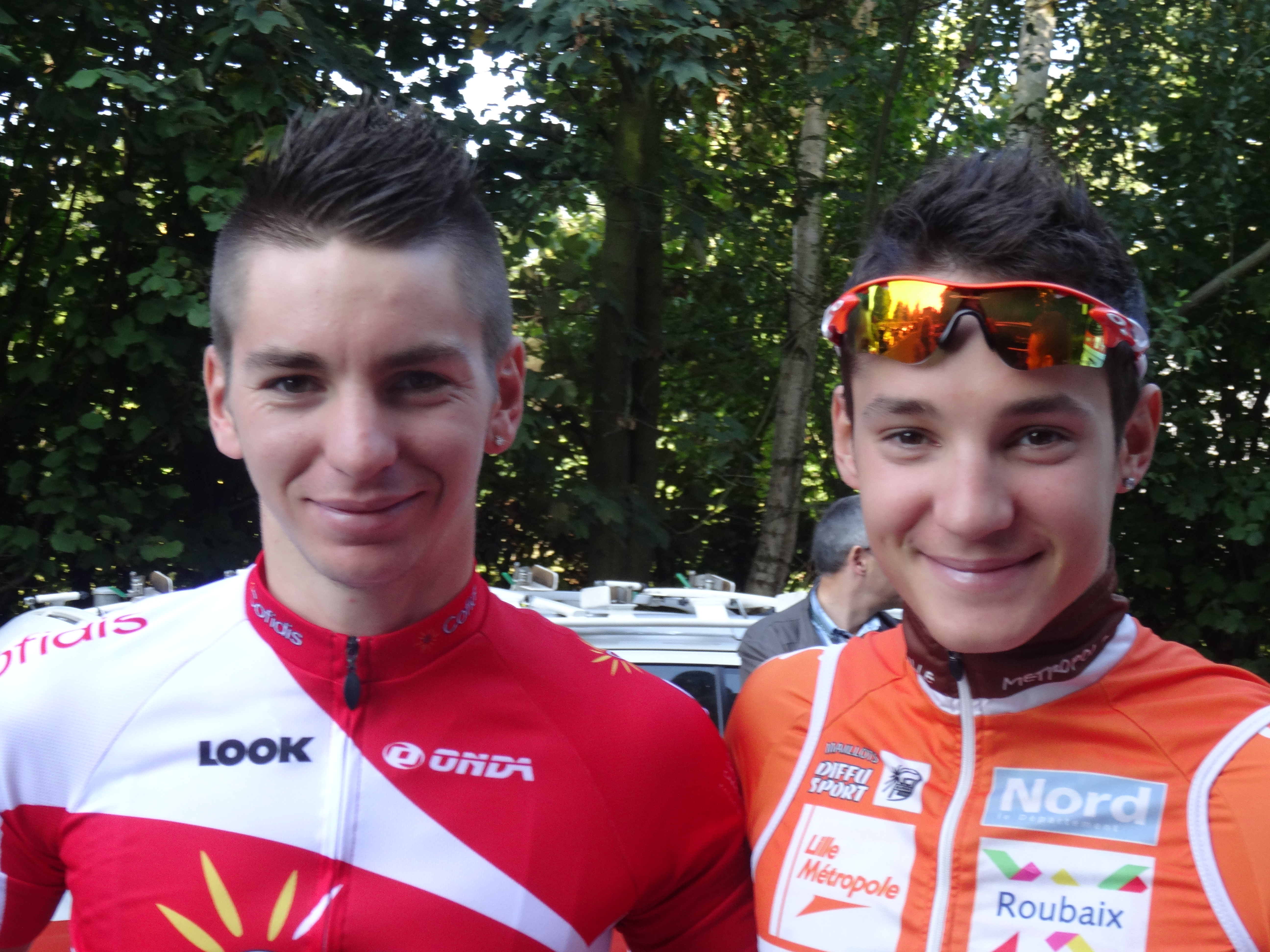
Anthony Turgis (stagiaire chez Cofidis) et son frère Jimmy lors de la 2e étape de l'Eurométropole Tour 2014 à Estaimbourg.

Jimmy Turgis naît le 10 août 1991 à Bourg-la-Reine dans les Hauts-de-Seine, en France. Il a deux frères, Anthony et Tanguy, également coureurs cyclistes. Il fait ses débuts dans le milieu cycliste au sein du club francilien de l'Union sportive métropolitaine des transports. Avec ce club il obtient la médaille d'argent lors du championnat de France du contre-la-montre juniors et termine second du Grand Prix Fernand-Durel en 2009.
En 2010, il s'engage avec la formation isarienne du CC Nogent-sur-Oise. Il gagne le Grand Prix Lamblin pour ses premiers pas sous ses nouvelles couleurs, il termine également second du Grand Prix de Beauchamps et troisième du Souvenir Sylvain Eudeline à Bourneville.
En 2012, il remporte La Tramontane et la première étape du Trophée de l'Essor. Il monte aussi sur la seconde marche du podium lors de Paris-Chauny. Au deuxième semestre il est recruté comme stagiaire par l'équipe continentale professionnelle Cofidis.
En 2013, il réalise une bonne saison avec le CC Nogent-sur-Oise. En début d'année  il obtient la médaille de bronze au championnat de France de cyclo-cross espoirs puis gagne le Circuit méditerranéen. Il glane par la suite quelques belles places d'honneur sur des courses comme le Grand Prix de Blangy-sur-Bresle qu'il termine à la seconde place ou bien le Grand Prix de la ville de Pérenchies (UCI Europe Tour) et Paris-Évreux qu'il boucle en troisième position. Ses bonnes performances lui permettent de signer un contrat avec la formation continentale française Roubaix Lille Métropole pour l'année 2014.

### Carrière professionnelle
En 2014, pour ses débuts professionnels, Il obtient plusieurs places honorifiques lors de courses disputées en France et en Belgique.
Ses dirigeants renouvellent son contrat à la fin de la saison 2015.
En août 2016, il signe un contrat avec l'équipe continentale professionnelle française Cofidis où il rejoint son frère Anthony.
Au second semestre 2017, son frère Tanguy signe un contrat de stagiaire avec Cofidis. Cette opportunité offre aux trois frères Turgis la chance rare de pouvoir courir dans la même équipe professionnelle. Au cours de la même période, il participe à son premier grand tour (Tour d'Espagne).
En août 2018, il se classe dixième de la Polynormande remportée par Pierre-Luc Périchon. Le même mois, il annonce qu'il change d'équipe et signe un contrat de deux ans avec la formation bretonne Vital Concept-B&B Hôtels.
En février 2020, il lui est diagnostiqué le même problème cardiaque que son frère Tanguy, ce qui l'oblige à arrêter sa carrière à 28 ans.

### Après-carrière
Jimmy Turgis se reconvertit en tant qu'entraîneur et intègre l'équipe Arkéa-Samsic en 2024. L'année suivante il rejoint le staff de l'équipe Groupama-FDJ où il est responsable des équipes Conti et Juniors.

## Palmarès et classements mondiaux

### Palmarès sur route

#### Par année
- 2009[1]
  - Tour du Pays de Combray

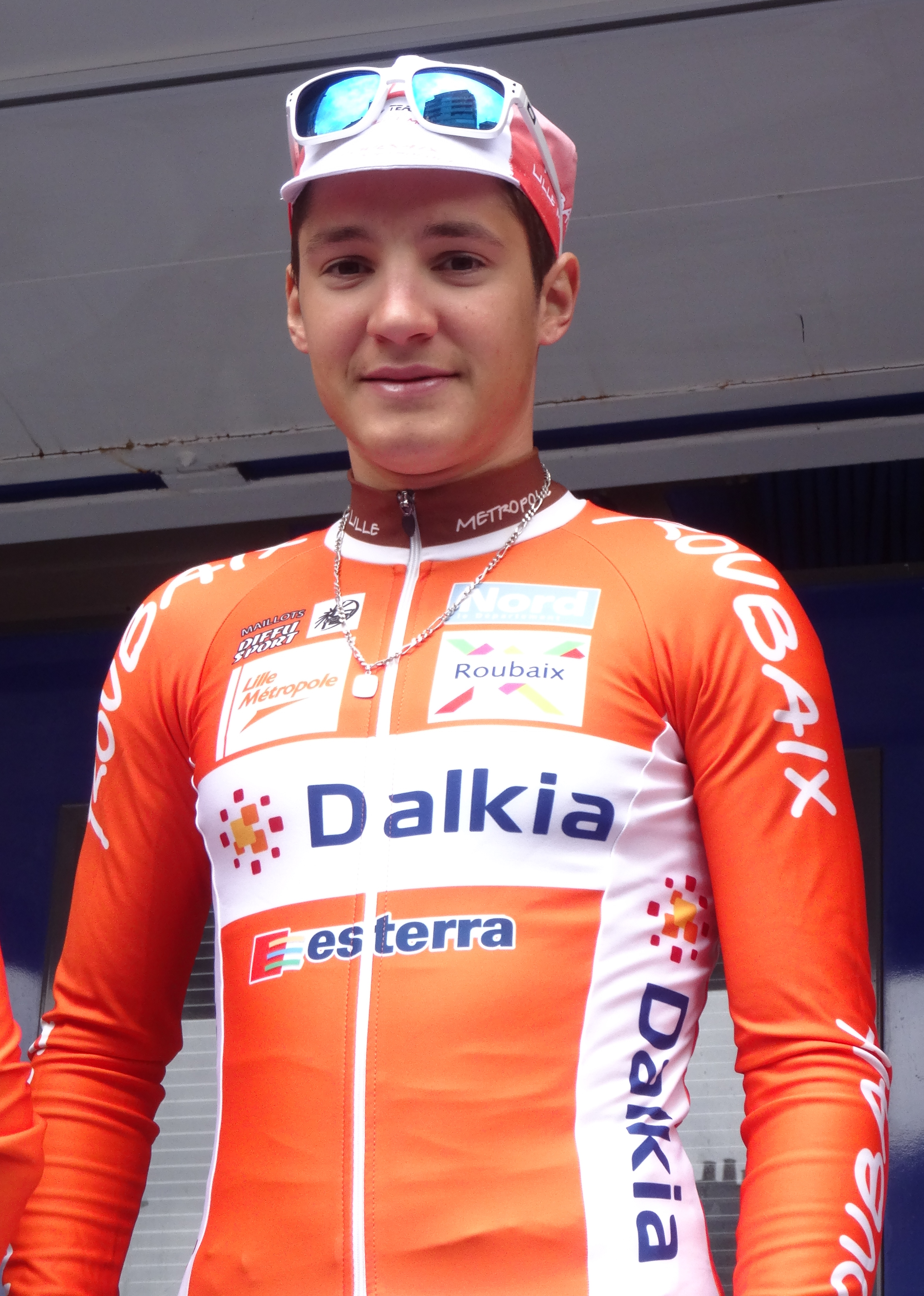
Jimmy Turgis lors du départ de la 1re étape des Quatre Jours de Dunkerque 2014 à Dunkerque.

  - Trio normand juniors (avec Romain Delatot et Benoît Pinto)
  - 2e du Grand Prix Fernand-Durel
  - 2e du championnat de France du contre-la-montre juniors
  - 3e de l'Étape du Tour
  - 3e du Tour de la Vallée de la Trambouze
- 2010
  - Grand Prix Lamblin
  - 2e du Grand Prix de Beauchamps
  - 3e du Souvenir Sylvain Eudeline
- 2012
  - La Tramontane
  - 1re étape du Trophée de l'Essor
  - 2e de Paris-Chauny
- 2013
  - Circuit méditerranéen
  - 2e du Grand Prix de Blangy-sur-Bresle
  - 3e du Grand Prix de la ville de Pérenchies
  - 3e de Paris-Évreux

#### Résultats sur les grands tours

##### Tour d'Espagne
1 participation
- 2017 : abandon (15e étape)

#### Classements mondiaux
| Année           | 2013 | 2014 | 2015 | 2016 |
| --------------- | ---- | ---- | ---- | ---- |
| UCI Europe Tour | 548e | 440e | 780e | 641e |

### Palmarès en cyclo-cross
- 2008
  - Champion d'Île-de-France juniors
- 2009
  - Champion de l'Oise espoirs
  - 2e du championnat de Picardie de cyclo-cross espoirs
- 2012
  - Cyclo-cross du Mée-sur-Seine
  - 3e du championnat de Picardie de cyclo-cross espoirs
- 2013
  - 3e du championnat de France de cyclo-cross espoirs